# عمر حجامي
عمر حجامي (ولد في 31 يوليو 1990، المغرب) لاعب تايكوندو مغربي، تَخَصّص في وزن أقل من 58 كغم. يشارك في الألعاب الأولمبية الصيفية 2016 المقامة في ريو دي جانيرو.

## روابط خارجية
- عمر حجامي على موقع TaekwondoData.com (الإنجليزية)
- عمر حجامي على موقع اللجنة الأولمبية الدولية (الإنجليزية)
- عمر حجامي على موقع أوليمبيديا (الإنجليزية)